# Ausònia
|  | Per a altres significats, vegeu «Ausònia (desambiguació)». |

Ausònia és el nom amb què és conegut el país dels antics ausons a la Campània (Itàlia). Modernament els federalistes italians donen el nom de República d'Ausònia a la part sud d'Itàlia, en contraposició al nord d'Itàlia que seria la Padània.
Els romans van conquerir Ausònia l'any 314 aC. Després de prendre la ciutat de Sora, els cònsols Marcus Poetilius Libo i Caius Sulpicius Longus van portar la guerra a Ausònia, aliada dels samnites. A les ciutats d'Ausona, Menturnae i Vescia, una dotzena de joves de les millors famílies es van passar als romans i els van aconsellar d'establir campaments prop de les ciutats per poder-les ocupar. Alguns romans es van infiltrar a les ciutats amb l'ajut dels traïdors, i a un senyal convingut van obrir les portes; les tres ciutats van ser ocupades fàcilment, però tot i que molts ausons havien passat al bàndol romà, els romans van gairebé exterminar la nació, «passant-los per l'espasa», diu Titus Livi.